# Лака (озеро)
Ла́ка (чеш. Laka) — озеро в Пльзеньском крае Чехии, располагается на территории национального парка Шумава.
Лака это ледниковое озеро, образовавшееся в последнюю ледниковую эпоху, оно имеет продолговатую овалообразную форму, ориентированную в направлении юго-запад — северо-восток. Озеро окружено хвойным лесом. Площадь составляет 2,8 га, объём воды — 40 000 м³, наибольшая глубина — 4 м, площадь водосбора — 135 га.
Флора относительно богата, по берегам и на торфяных островах преобладают осоки и камыш. Среди множества водорослей есть охраняемые виды, занесенные в Красную книгу. 
В прошлом веке озеро было известно обилием обитавшей в нём форели, но в результате ускоренного закисления вод, из-за повышения загрязненности воздуха, в местных озерных экосистемах произошли серьёзные изменения. К середине 1970-х годов в озере вымерла вся рыба. По состоянию на сентябрь 1999 года pH воды равнялся 5,81.